# Torre d'Oliva
La Torre d'Oliva, amb el codi 46.25.181-032, es troba al municipi d'Oliva, comarca de la Safor, província de València. Declarada com a Bé d'interès cultural amb declaració genèrica, no té ni inscripció, ni expedient.

## Descripció historicoartística
Aquesta torre fabricada en maó i pedra, és l'única que es conserva de la muralla que envoltava Oliva al segle xvi. La torre defensava l'accés a la Vila a través del "Portal del Pi", desaparegut actualment. Es deia així perquè conduïa al convent franciscà de Santa Maria del Pi, destruït pel terratrèmol de 1598.